# سجلات وإحصائيات منتخب لبنان لكرة القدم
تسرد هذه المقالة السجلات والإحصائيات المُتعلقة بمنتخب لبنان لكرة القدم. تعرض الصفحة السجلات اعتبارًا من 1 يوليو 2023.

## سجلات المنتخب

### الانتصارات
أكبر فوز
11–1 ضد  الفلبين في 6 أكتوبر 1967
أكبر فوز خارج الأرض
0-5 ضد  الكويت في 26 يناير 1962
أكبر فوز في كأس آسيا
4–1 ضد  كوريا الشمالية يوم 17 يناير 2019 كأس آسيا 2019

### التعادلات
أكبر نتيجة تعادل
3–3 ضد  سوريا في 17 أكتوبر 1998
أكبر نتيجة تعادل في كأس آسيا
2–2 ضد  العراق في 15 أكتوبر 2000

### الهزائم
أكبر هزيمة
8–0 ضد  العراق في 25 نوفمبر 1959
8–0 ضد  قطر في 27 مارس 1985
أكبر هزيمة على أرضه
0–6 ضد  الكويت في 2 يوليو 2011
أكبر هزيمة في كأس آسيا
4–0 ضد  إيران في 12 أكتوبر 2000، كأس آسيا 2000

### السلاسل
أطول سلسلة لاهزيمة
16 مباراة، من 2016 إلى 2018
أطول سلسلة بدون فوز
14، من 1979 إلى 1988
أطول سلسلة انتصارات
8، من 1993 إلى 1996
أكبر سلسلة تعادل
5، من 2000 إلى 2001
أكبر سلسلة هزائم
7، من 2008 إلى 2009
معظم المباريات المتتالية تم فيها تسجيل هدف واحد على الأقل
9، من 1993 إلى 1996، وفي عام 2001
معظم المباريات المتتالية دون تسجيل أي هدف
7، من 1979 إلى 1987، ومن 2018 إلى 2019
معظم المباريات المتتالية دون تسجيل أي هدف4، في عام 2015
معظم المباريات المتتالية التي تم تسجيل هدف واحد على الأقل فيها
14، من 1953 إلى 1961

### التصنيف العالمي

#### الفيفا
المصدر: FIFA.com
أعلى تصنيف
77 (سبتمبر 2018)
أدنى تصنيف
178 (أبريل – مايو 2011)

#### إيلو
المصدر: Eloratings.net
أعلى تصنيف
46 (أبريل 1940)
أدنى تصنيف
164 (يوليو 2011)

## الظهور
الأكثر ظهورًا
حسن معتوق (2006–)، 109 مباراة دولية
وفيما يلي اللاعبين العشرة الأوائل الأكثر مشاركة:
| #. | اللاعب          | الظهور | الأهداف | السنوات   |
| -- | --------------- | ------ | ------- | --------- |
| 1  | حسن معتوق       | 109    | 23      | 2006–     |
| 2  | عباس أحمد عطوي  | 88     | 8       | 2002–2016 |
| 3  | رضا عنتر        | 82     | 20      | 1998–2016 |
| 4  | محمد حيدر       | 81     | 4       | 2011–     |
| 4  | يوسف محمد       | 81     | 3       | 1999–2016 |
| 6  | جمال طه         | 71     | 12      | 1993–2000 |
| 7  | وليد إسماعيل    | 69     | 1       | 2010–2019 |
| 8  | وارطان غازاريان | 66     | 21      | 1995–2001 |
| 9  | حسن شعيتو       | 63     | 6       | 2011–2021 |
| 9  | نور منصور       | 63     | 2       | 2010–     |

اعتبارًا من 1 يوليو 2023.
- يُشير الخط الغليظ إلى أن اللاعب نشط حاليًا.

أول لاعب يصل إلى مئة مباراة دولية
حسن معتوق، ضد  الكويت في 19 نوفمبر 2022
أقل وقت مطلوب للوصول إلى مئة ظهور
حسن معتوق 16 سنوات، و9 شهور، و23 أيام بين أول ظهور له (ضد  السعودية في 27 يناير 2006) ومباراته رقم 100 (ضد  الكويت في 19 نوفمبر 2022)
أطول مسيرة لبنانية
رضا عنتر 17 سنوات، و7 شهور، و11 أيام بين الأول (ضد  أرمينيا في 18 أغسطس 1998) وآخر مباراة دولية (ضد  ميانمار في 29 مارس 2016)
الأكثر ظهورا في سنوات تقويمية متتالية
حسن معتوق (2006–2023) 18 عاماً
الظهور في ثلاثة عقود مختلفة
رضا عنتر؛ 18 في التسعينيات، و38 في العقد الأول من القرن الحادي والعشرين، و26 في العقد الثاني من القرن الحادي والعشرين
يوسف محمد؛ 7 في التسعينيات، و41 في العقد الأول من القرن الحادي والعشرين، و33 في العقد الثاني من القرن الحادي والعشرين
حسن معتوق؛ 17 في العقد الأول من القرن الحادي والعشرين، و72 في العقد الثاني من القرن الحادي والعشرين، و20 في العقد الثالث من القرن الحادي والعشرين

## الأهداف

### الأكثر تسجيلا
أول هدف
كميل قرداحي ضد فلسطين الانتدابية في 27 أبريل 1940
الهداف
حسن معتوق (2006–) 23 هدفًا
| #. | اللاعب              | الأهداف | الظهور | المعدل التهديفي | السنوات   |
| -- | ------------------- | ------- | ------ | --------------- | --------- |
| 1  | حسن معتوق (القائمة) | 23      | 109    | 0.21            | 2006–     |
| 2  | وارطان غازاريان     | 21      | 66     | 0.32            | 1995–2001 |
| 3  | رضا عنتر            | 20      | 82     | 0.24            | 1998–2016 |
| 4  | محمد غدار           | 19      | 46     | 0.41            | 2006–2017 |
| 5  | ليون ألتونيان       | 18      | 18     | 1               | 1956–1967 |
| 6  | هيثم زين            | 17      | 50     | 0.34            | 1997–2004 |
| 7  | محمود العلي         | 12      | 46     | 0.67            | 2007–2012 |
| 7  | جمال طه             | 12      | 71     | 0.17            | 1993–2000 |
| 9  | مارديك تشاباريان    | 10      | 10     | 1               | 1956–1963 |
| 9  | جوزيف أبو مراد      | 10      | 21     | 0.48            | 1953–1967 |

اعتبارًا من 1 يوليو 2023.
- يُشير الخط الغليظ إلى أن اللاعب نشط حاليًا.

### الهاتريك
اعتبارًا من 2002
| اللاعب             | المسابقة                  | الخصم    | داخل/خارج الأرض | النتيجة | الأهداف | التاريخ        |
| ------------------ | ------------------------- | -------- | --------------- | ------- | ------- | -------------- |
| إلياس جورج         | دورة الألعاب العربية 1961 | السعودية | مُحايد           | 7–1     | 4       | 4 سبتمبر 1961  |
| مارديك تشاباريان   | كأس الأمم العربية 1963    | الكويت   | داخل الأرض      | 6–0     | 3       | 31 مارس 1963   |
| هيثم زين           | الألعاب العربية 1999      | الأردن   | خارج الأرض      | 3–1     | 3       | 23 أغسطس 1999  |
| جيلبرتو دوس سانتوس | مباراة ودية               | عمان     | داخل الأرض      | 3–1     | 3       | 5 أغسطس 2000   |
| هيثم زين           | تصفيات كأس العالم 2002    | باكستان  | داخل الأرض      | 6–0     | 3       | 13 مايو 2001   |
| رضا عنتر           | كأس الأمم العربية 2002    | اليمن    | داخل الأرض      | 4–2     | 3       | 24 ديسمبر 2002 |

### في البطولات الكبرى
أكبر عدد من الأهداف في بطولة واحدة لكأس آسيا
هلال الحلوة (2019)، هدفين
أكبر عدد من الأهداف في كل بطولات كأس آسيا
هلال الحلوة (2019)، هدفين
أكبر عدد من الأهداف في مباراة واحدة في نهائيات كأس آسيا
هلال الحلوة هدفين ضد  كوريا الشمالية في 17 يناير 2019
الهدف الأول في مباراة نهائيات كأس آسيا
عباس شحرور، ضد  العراق في 15 أكتوبر 2000

## القادة
| اللاعب           | السنوات    | م.            |
| ---------------- | ---------- | ------------- |
| صلاح فلاح        | 1934       | [ 9 ]         |
| بيار الجميل      | 1936       | [ 10 ]        |
| يوسف يموت        | 1957       | [ 11 ]        |
| ليون ألتونيان    | 1963       | [ 12 ]        |
| جوزيف أبو مراد   | 1966       | [ 13 ]        |
| طوني جريج        | 1970       | [ 14 ]        |
| سهيل رحال        | 1971       | [ 15 ]        |
| إدمون عساف       | السبعينيات | [ 16 ]        |
| عبد الرحمن شبارو | 1979       | [ 17 ]        |
| حسن عبود         | 1988       | [ 18 ]        |
| غسان أبو دياب    | 1988-1993  | [ 19 ]        |
| حسن أيوب         | 1993       | [ 18 ]        |
| جمال طه          | 1995-2000  | [ 20 ]        |
| علي فقيه         | 2001       | [ 18 ]        |
| موسى حجيج        | 2002       | [ 21 ]        |
| يوسف محمد        | 2003       | [ 18 ] [ 22 ] |
| رضا عنتر         | 2004-2016  | [ 23 ]        |
| حسن معتوق        | 2016–      | [ 24 ]        |